# Evgenia Fakinou
Evgenia Fakinou (Grieks: Ευγενία Φακίνου) (Alexandrië, 8 juni 1945) is een Griekse schrijfster. Haar ouders waren afkomstig van het Griekse eiland Symi. Als kind verhuisde ze met haar ouders naar Athene, waar ze tot vandaag nog steeds woont.
Ze studeerde onder meer voor toeristengids, iets wat enkele keren in haar werk naar boven komt.
Gedurende enkele jaren werkte ze als graphic designer voor een tijdschrift, maar haar passies blijken al snel kinderboeken en (poppen)theater voor kinderen. Eind 1975 begint Fakinou het poppentheater "Denekedoupoli", dat zal bestaan tot 1982.
In 1982 verschijnt ook haar eerste roman: Astradeni. Deze roman beschrijft de lotgevallen van een familie (Astradeni met haar ouders) die noodgedwongen van het kleine eiland Symi naar Athene moeten migreren. De roman wordt helemaal beschreven uit het oogpunt van de kleine Astradeni, die de ernst van de situatie niet inziet, en met kinderlijk enthousiasme uitkijkt naar dat "grote, sjieke Athene" waar volgens haar alles mogelijk is. De roman is sindsdien uitgegroeid tot een klassieker en is talloze malen vertaald.
Fakinou is sinds 1982 onafgebroken romans blijven schrijven. In haar recentste werk speelt de Griekse crisis vaak een belangrijke rol.

## Romans
- Αστραδενή, 1982.
- Το έβδομο ρούχο, 1983; in het Nederlands vertaald als "Het zevende kleed"
- Η μεγάλη πράσινη, 1987
- Ζάχαρη στην άκρη, 1991
- Η Μερόπη ήταν το πρόσχημα, 1994
- Εκατόν δρόμοι και μια νύχτα, 1997
- Τυφλόμυγα, 2000
- Ποιος σκότωσε τον Μόμπυ Ντικ, 2001
- Έρως, θέρος, πόλεμος, 2003
- Η μέθοδος της Ορλεάνης, 2005.
- Για να δει τη θάλασσα, 2008
- Οδυσσέας και Μπλουζ, 2010
- Το τρένο των νεφών, 2011
- Πλανόδιοι θεριστές, 2013
- Στο αυτί της αλεπούς, 2016

- Bibsys: 97011186
- Bibliothèque nationale de France: cb12218284b (data)
- Gemeinsame Normdatei: 123036356
- International Standard Name Identifier: 0000 0000 7821 4966
- Library of Congress Control Number: n85048727
- Nationale bibliotheek van Australië: 35267391
- Nationale Bibliotheek van Israël: 987007432128305171
- Nederlandse Thesaurus van Auteursnamen: 074344536
- Système universitaire de documentation: 030849624
- Trove: 889836
- Virtual International Authority File: 9899218
- WorldCat: E39PBJfRHrY3Ddrr6CkYqxtR8C